# Баш (Јуникс љуска)
Беш (енгл. Bash) је интерпретер и програмски језик у облику командне линије који је написао Брајан Фокс (енгл. Brian Fox) 1987. године за пројекат ГНУ.
Укључен је на већини јуниксоликих оперативних система са ГНУ лиценцом, што подразумијева све дистрибуције Линукса и издања јуникса која су под ГНУ лиценцом. На већини Линукса, ово је подразумијевани интерпретер, тј. интерпретер који се аутоматски додјељује новим корисницима. Интерпретер се подразумијевано испоручује и на оперативном систему Mac OS. Уз помоћ програма Сигвин (енгл. Cygwin), могуће је покренути „Беш“ и под оперативним системом Windows.

## Могућности
Интерпретер „Беш“ је наслиједио понашање од интерпертера Борн, али је наслиједио многе могућности из других, попут интерпретера C- (tcsh, csh) и интерпретера Корн (ksh), попут аутоматског завршавања команди и имена датотека и директоријума, историје команди, уређивања командне линије итд. Ове и друге могућности стандардни интерпретер Борн није имао.
„Беш“ садржи сопствени скриптни језик, помоћу којег је могуће остварити висок ниво аутоматизације послова, јер подржава петље, гранања, промјенљиве и манипулацију њихових вриједности уз помоћ регуларних израза, аритметичке операције уз помоћ команде expr, манипулацију стандардног улаза, излаза и излаза за грешке и преусмјерење у датотеке, што у комбинацији са стандардним скупом алата на јуниксоликим системима и датотечним системима /dev и /proc чини моћну програмерску алатку.

## Име
„Беш“ је настао као насљедник интерпретера Борн (енгл. Bourne shell), који је добио име по Стивену Борну (енгл. Stephen Bourne). Име „Беш“, односно „Bash“, представља акроним за „Bourne Again Shell“ („Опет Борн интерпретер“), што је алузија на „Born again shell“ („Поновно рођени интерпретер“).